# Бородин, Алексей Иванович
Алексе́й Ива́нович Бороди́н (род.  	30 марта 1917,  Загибалиха , Чембарский уезд, Пензенская губерния, Российская империя — 8 сентября 1999, Пенза, Россия) — полковник Советской Армии, участник Великой Отечественной войны, Герой Советского Союза (1943).

## Биография
Алексей Бородин родился 30 марта 1917 года в посёлке Загибалиха (ныне — Октябрьский в Белинском районе Пензенской области). После окончания средней школы в 1938 году поступил на учёбу в Пермский сельскохозяйственный институт. В 1939 году был призван на службу в Рабоче-крестьянскую Красную Армию, в 1940 году окончил военную авиационную школу в Перми. В 1941 году вступил в ВКП(б). С 4 октября 1941 года — на фронтах Великой Отечественной войны. Участвовал в боях за город Ломжа, затем переучивался на штурмовик «Ил-2». Участвовал в боях на Ленинградском и Южном фронтах, в Сталинградской битве.
4 августа 1942 года во время вылета на разведку к юго-западу от Сталинграда ввязался в воздушный бой и был сбит, но смог произвести аварийную посадку и вернуться в свою часть. 13 сентября 1942 года группа из 9 «Ил-2», в состав которой входил и А. И. Бородин, произведя штурмовку в четыре захода, уничтожила и повредила около 15 танков, около 30 автомашин, более 50 вражеских солдат и офицеров. Во время этого боя самолёт А. И. Бородина был повреждён, а сам лётчик — ранен в голову, однако, несмотря на это, сумел приземлиться.

Памятник на могиле Алексея Бородина

К февралю 1943 года старший лейтенант А. И. Бородин был начальником воздушно-стрелковой службы 504-го штурмового авиаполка 226-й штурмовой авиадивизии 8-й воздушной армии Южного фронта. К февралю 1943 года совершил 60 боевых вылетов на штурмовку скоплений вражеской техники и живой силы и аэродромов, 27 из них — непосредственно на защиту Сталинграда. Лично уничтожил 2 самолёта, 15 танков, более 100 автомашин, 7 орудий и около 200 вражеских солдат и офицеров.
Указом Президиума Верховного Совета СССР от 1 мая 1943 года за «образцовое выполнение боевых заданий командования на фронте борьбы с немецкими захватчиками и проявленные при этом отвагу и геройство» старший лейтенант Алексей Иванович Бородин был удостоен высокого звания Героя Советского Союза с вручением ордена Ленина и медали «Золотая Звезда» (№ 953).
Летом 1943 года капитан А. И. Бородин принимал участие в освобождении Донбасса. Уже в первый день операции группа, возглавляемая им, уничтожила 2 танка и 8 автомашин.
После окончания войны продолжил службу в Советской Армии. В 1945 году окончил курсы помощников командиров полков ВВС, в 1953 году — Военно-воздушную академию имени Жуковского. В 1963 году в звании полковника был уволен в запас.
Проживал в Пензе, скончался 8 сентября 1999 года.
Похоронен на аллее Славы Новозападного кладбища Пензы.
Был также награждён тремя орденами Красного Знамени, орденом Александра Невского, двумя орденами Отечественной войны 1-й степени, орденом Красной Звезды, а также рядом медалей.

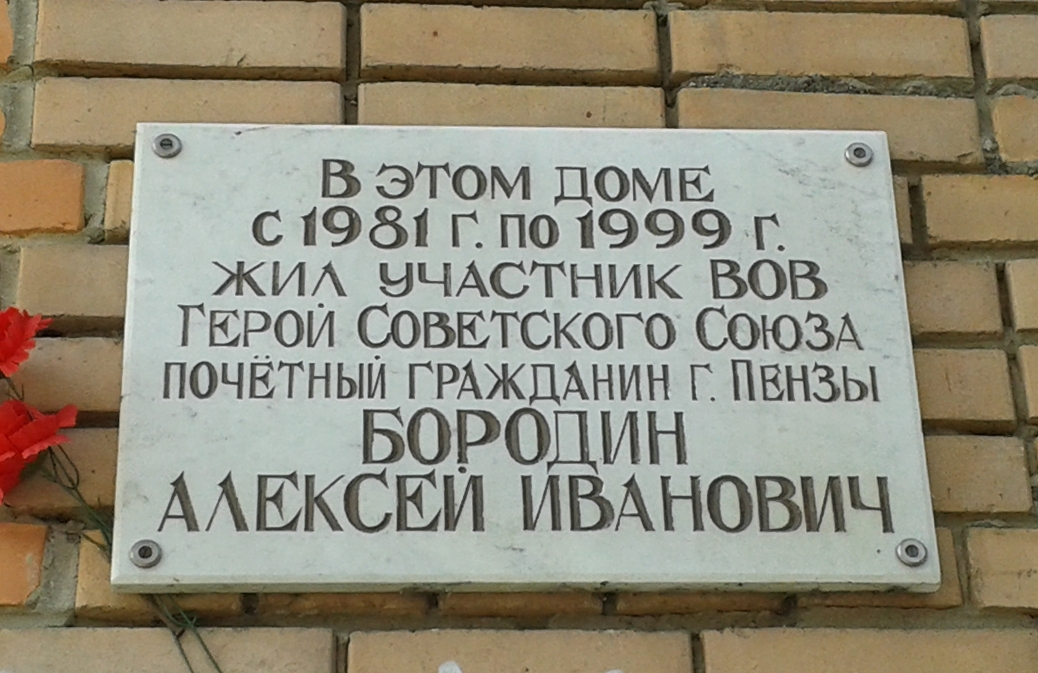
Мемориальная доска А. И. Бородину

## Увековечение памяти
- Имя А. И. Бородина увековечено на аллее Героев в Волгограде.
- В городе Белинский Пензенской области установлен бюст А. И. Бородину[2].
- В г. Пензе на жилом доме по ул. Московская, 40, где А. И. Бородин проживал последние годы, установлена посвящённая ему мемориальная доска[3].